# Misugi
Misugi är ett periodiskt vattendrag i Burundi.   Det ligger i provinsen Cankuzo, i den östra delen av landet, 140 kilometer öster om huvudstaden Bujumbura.
I omgivningarna runt Misugi växer huvudsakligen savannskog. Runt Misugi är det ganska glesbefolkat, med 32 invånare per kvadratkilometer.